# Karosa Récréo
Karosa Récréo ([русск. каро́са рекре́о]) — обозначение школьных версий междугородных автобусов Karosa C935 и C955 (модификации Karosa C935.1034 Récréo, C955.1071 Récréo, C955.1077 Récréo). Все перечисленные модификации в целом производились с 1997 по 2007 год.

## Конструкция
По своему устройству Karosa Récréo не отличается от автобусов, на базе которых была создана — C935 и C955. Это двухосный автобус с кузовом полунесущей конструкции и двигателем за задней осью. Karosa C935.1034 Récréo в целом идентична базовой модели C935, но в отличие от неё, она оборудована другими сидениями, а также отсутствуют багажные полки сверху.
Когда на смену модели C935 пришла модель C955, были созданы модификации C955.1071 и C955.1077 с обозначением Récréo. Конструкция C955 очень похожа на своих предшественников. Однако, в отличие от них, её кузов не был составлен из панелей, а представлял собой скелет, прошедший через катафорез, лакировку и лужение. Внешние отличия были в длине (была увеличена колёсная база), наличии вклеенных окон, слегка изменённой передней и плоской задней масками.

## Производство и эксплуатация
Большинство произведенных автобусов C935 и C955 были именно модификаций Récréo. Они производились с 1997 по 2007 год (до 2001 года — на базе C935, после — на базе C955). В основном, все они предназначались для экспорта во Францию. Всего было выпущено несколько тысяч автобусов. Еще до прекращения выпуска 900-й серии завод представил Récréo на базе модели Crossway.

## Интересные факты
- В переводе с французского слово «récréation» обозначает отдых, развлечение, а в переводе с испанского «recreo» обозначает школьную перемену.
- В фильме «Мистер Бин на отдыхе», в последних кадрах, где действие происходит во французских Каннах, главный герой проходит по крыше жёлтой Karosa C955.1077 Récréo.